# 洪山镇 (介休市)
洪山镇，是中华人民共和国山西省晋中市介休市下辖的一个乡镇级行政单位。

## 行政区划
洪山镇下辖以下地区：
洪山村、马山村、运吉村、磨沟村、石屯村、堡上村、小褚屯村、大褚屯村、上曹麻村、朱家庄村和杨家庄村。